# Erika Medveczky
Erika Medveczky (* 19. Juni 1988 in Budapest) ist eine ungarische Kanutin.
Im Alter von acht Jahren begann sie mit dem Kanusport. Gleich in ihrem ersten Wettkampf kam sie auf Platz 3 ins Ziel. Siegreich in diesem Wettbewerb war die spätere mehrfache Weltmeisterin und Olympiasiegerin Danuta Kozák.
Medveczky gibt an, während ihrer Jugendzeit das Training oft nicht ernst genug genommen zu haben und erst durch ihren Trainer Attila Básti verstanden zu haben, dass Talent allein für den Erfolg nicht reiche.
Ihre ersten Medaille bei Weltmeisterschaften im Aktivenbereich konnte sie bei den Kanurennsport-Weltmeisterschaften 2007 in Duisburg feiern.
Nachdem sie mit 18 fast mit dem Kajakfahren aufgehört hatte, kam sie stark zurück, fand sich schnell im Auswahlkader Ungarns wieder und war für den MTK Budapest aktiv. Trotz einiger internationaler Erfolge wechselte sie zurück zu ihrem Jugendverein, da sie mit den Methoden der Trainerin Katalin Rozsnyói nicht klarkam. In diese zweite Zeit bei KDSE fallen ihre ersten Titel bei Weltmeisterschaften: In Duisburg 2013 war sie im Kajak-Einer über 1000 Meter erfolgreich.
Wissend, dass sie trotz ihrer Erfolge neue Impulse brauchte, wechselte sie im Jahr 2017 erneut den Trainer und wurde nun von Ferenc Csipes trainiert. Es folgten diverse internationale Titel.
Obwohl sie in den Jahren vor den wegen der Corona-Pandemie um ein Jahr verlegten Olympischen Sommerspiele in Tokio fest zum Kajak-Vierer-Team der Ungarn gehörte, wurde sie hier nicht für die Spiele nominiert: In den Auswahlrennen zeigte sie eine Schwächephase und war daher nicht dabei, als Ungarn im Kajak-Vierer über 500 Meter Gold holte.
Dafür qualifizierte sie sich mit Tamara Csipes für eins der beiden ungarischen Kajak-Zweiter-Boote über 500 Meter. Im Finallauf mussten sie sich im Kampf um die Medaillen knapp drei anderen Booten, unter anderem den zweiten aus Ungarn, geschlagen geben.
Nachdem Medveczky wegen einer Schwangerschaft und Geburt des Kindes eine einjährige Pause eingelegt hatte, schloss sie sich 2022 Ferencváros an.